# Базяк, Исаак Григорьевич
Исаак Григорьевич Базяк  (укр. Ісаак Григорович Базяк; 1887, Киев — 28 февраля 1967, Нью-Йорк) — украинский социалист-революционер, делегат Всероссийского Учредительного собрания, депутат Центральной рады, член ЦК УПСР, основатель клуба «Прометей», член экзекутива Украинского национального комитета.

## Биография
Исаак Базяк родился в 1887 году в Киеве в семье Григория Базяка. Исаак получил медицинское образование: он окончил фельдшерское училище, после чего начал работать фельдшером в киевской больнице.
С 1910 года Исаак Базяк находился под надзором царской «охранки». В 1917 году он вступил в Партию социалистов-революционеров (ПСР).
В конце 1917 года, проживая в Киеве, Базяк избрался в делегаты Всероссийского Учредительного собрания от Западного фронта по списку № 1 (украинские социалисты-революционеры и социал-демократы). Одновременно он баллотировался в Собрание в Воронежском округе (по списку украинских эсеров-интернационалистов).
7 августа 1917 года Базяк становится депутатом третьего состава Центральной Рады Украинской Народной Республики (УНР) от Украинской партии социалистов-революционеров (УПСР). В декабре того же года ему удаётся войти в состав центрального комитета (ЦК) УПСР.
После упразднения Центральной рады гетманом Павлом Скоропадским, Базяк сотрудничал с формированиями Украинских сечевых стрельцов (укр. Український добровольчий легион). Он участвовал в боях с поляками и большевиками.
В 1920 году Исаак Базяк эмигрировал в Австрию, а затем — переехал в Чехословакию. С 1923 года Базяк жил в США, где он участвовал в организации украинских школ и в оказании помощи беженцам в Европе.
После этого Исаак Григорьевич Базяк вернулся во Францию, где создал парижский клуб «Независимость». Именно Базяку была поручена организация захоронения Симона Петлюры. Затем он переехал в польскую столицу — Варшаву.
Осенью 1928 года Базяк возглавил организационный комитет, который назвал клуб «Прометей» («Prometeusz») — с отсылкой к «прометеизму» Юзефа Пилсудского.
22 июня 1941 года конгресс национального объединения (украинские националисты) в Кракове образовал Украинский национальный комитет, главой которого становится соратник Степана Бандеры доктор Владимир Горбовой (укр. Володимир Горбовий). Одновременно были избраны 32 члена «экзекутива» (исполнительного комитета), в который, как лидер «Прометея», вошёл и национал-социалист Базяк. Вскоре после входа Вермахта во Львов Конгресс объявил манифест о создании объединённого независимого Украинского государства.
Во время Второй мировой войны и в первые послевоенные годы Исаак Базяк жил в Германии. В 1957 году он вновь перебрался за океан — в США. 28 февраля 1967 года Исаак Григорьевич Базяк скончался в Нью-Йорке.